# Ad Age
Ad Age (до 2017 року Advertising Age) – це глобальний медіа-бренд, який публікує новини, аналітику та різні матеріали про маркетинг та медіа. Його одноіменний журнал був заснований як широкоформатна газета в Чикаго 1930 року. Сьогодні матеріали публікують у різних форматах, включаючи вебсайт, щоденні email-розсилки, соціальні канали, події та друкований щомісячний журнал.
Головний офіс Ad Age знаходиться в Нью-Йорку. Його материнська компанія Crain Communications, що базується в Детройті, — це приватна видавнича компанія, що має понад 30 журналів, серед яких Autoweek, Crain's New York Business, Crain's Chicago Business, Crain's Detroit Business та Automotive News.

## Історія
Advertising Age заснували як широкоформатну газету в Чикаго 1930 року. Першим її редактором був Сід Бернштейн, відомий багатьом читачам своєю колонкою «Con-SID-erations». Сайт AdCritic.com був придбаний The Ad Age Group у березні 2002 року. У січні 2014 року Advertising Age поглинули торговий журнал BtoB.
2017 року журнал скоротив свою назву до Ad Age.

## Визнання
Ad Age, який «Нью-Йорк таймс» 2014 року назвали «найбільшою публікацією в галузі торгівлі рекламою», 1999 року опублікувала список 100 найкращих гравців в історії реклами. Серед них були Елвін Ахенбаум, Білл Бекер, Маріон Харпер-молодший, Мері Уеллс Лоуренс, ACNielsen, Девід Огілві та Дж. Вальтер Томпсон.
1980 року компанія Henderson Advertising, заснована 1946 року Джеймсом М. Хендерсоном у Грінвілі, штат Південна Кароліна, стала першим агентством за межами Нью-Йорка чи Чикаго, яке Advertising Age визнали «Рекламним агентством року».

## Суперечки
1968 року у відвовідь на вбивство Роберта Ф. Кеннеді Ad Age випустили статтю із заголовком  «Пістолети мають йти!» Через 30 років старший син засновника періодичного видання написав: «Ні до, ні після того Ad Age не робила нічого, що б викликало більшу реакцію». Редакція отримувала від читачів запити «скасувати мою підписку», описані як «Це перший раз, коли я бачив, що Advertising Age виходить за межі своєї тематики... Більше того, це не дуже страшно».